# Martin Bogaerd
Martin Bogaerd (? – Oudenburg, 1538) was een slachtoffer van de heksenvervolging in Europa. Hij werd verbrand maar bij wijze van gunst werd hij eerst aan de staak gewurgd.